# The Jackson Family Honors
The Jackson Family Honors는 1994년에 방영된 잭슨 가족 재결합 TV 스페셜 프로그램으로, 마이클 잭슨을 비롯해 엘리자베스 테일러와 베리 고디, 그리고 여러 유명 게스트들이 공연을 위해 출연했다. 이 프로그램은 자선 기금을 모으기 위한 인도주의적 이벤트로 홍보되었다. 이 음악 기부 콘서트는 1994년 2월 19일 라스베가스의 MGM 그랜드 가든 아레나에서 좔영 되었으며, 같은 해 2월 22일 NBC에서 방영되었다.

## 설명
The Jackson Family Honors TV 프로그램은 로스앤젤레스 지진 피해 복구 자선 단체와 미국 적십자사 등을 위한 자선 행사로 기획되었다. 잭슨 가족과 프로듀서 개리 스미스는 NBC가 이 행사를 연례 TV 스페셜로 기획하기를 기대했다. 이 TV 프로그램 무대는 마이클 잭슨이 11월에 월드투어의 나머지 일정을 취소한 이후 처음으로 등장한 공연이었다. 처음에는 1993년 12월 11일 애틀랜틱시티에서 개최될 예정이었으나, NBC가 일정을 조정하여 2월 라스베가스로 변경했다. 잭슨 가족 20명 이상이 함께 "Goin' Back to Indiana"를 불렀으며, 셀린 디온, 스모키 로빈슨, 디온 워릭, 글래디스 나이트, 폴 로드리게즈, 브루스 혼스비 등이 출연했다. 이 음악 기부 행사는 1994년 2월 19일 라스베가스의 MGM 그랜드 가든 아레나에서 촬영되었다. 일정이 변경되면서 티켓 가격이 낮아졌지만, 총 12,000장의 티켓이 판매되었으며 일부 팬들은 한 장당 최대 1,000달러를 지불하기도 했다. 또한 250명의 기자들이 참석했다. 2시간 동안 라이브 공연과 마이클 잭슨 관련 영상이 상영된 후, 마이클이 등장했고, 그가 등장하자 5분간 기립 박수가 이어졌다. 그는 모타운 창립자인 베리 고디와 에이즈 환자를 위한 활동을 해온 엘리자베스 테일러에게 평생 공로상을 수여했다 그리고 관객들에게 "I love you. Love, loyalty, and friendship."(사랑합니다, 여러분. 사랑, 충성심, 그리고 우정을 담아)이라는 말을 전했다. 마지막으로 마이클 잭슨은 잭슨 가족과 게스트들과 함께 피날레 곡 "If You'd Only Believe"를 불렀다.

## 출연진
- 마이클 잭슨
- 퀸시 존스
- 엘리자베스 테일러
- 베리 고디
- 3T
- 보이즈 투 맨
- Cindera Che
- 셀린 디온
- 아레사 프랭클린
- 루이스 고셋 주니어
- 브루스 혼즈비
- Brandi Jackson
- 재키 잭슨
- 자넷 잭슨
- 저메인 잭슨
- 조지프 잭슨
- 캐서린 잭슨
- 말런 잭슨
- 랜디 잭슨
- 레비 잭슨
- Taj Jackson
- Taryll Jackso
- 티토 잭슨
- TJ Jackson
- 잭슨 5
- 글래디스 나이트
- 리바 매킨타이어
- 리사 마리 프레슬리
- 스모키 로빈슨
- 폴 로드리게즈
- 디온 워릭